# Lacipa impuncta
Lacipa impuncta är en fjärilsart som beskrevs av Butler 1898. Lacipa impuncta ingår i släktet Lacipa och familjen tofsspinnare. Inga underarter finns listade i Catalogue of Life.